# Habenaria stenorhynchos
Habenaria stenorhynchos är en orkidéart som beskrevs av Rudolf Schlechter. Habenaria stenorhynchos ingår i släktet Habenaria och familjen orkidéer. Inga underarter finns listade i Catalogue of Life.